# Leila Toubel

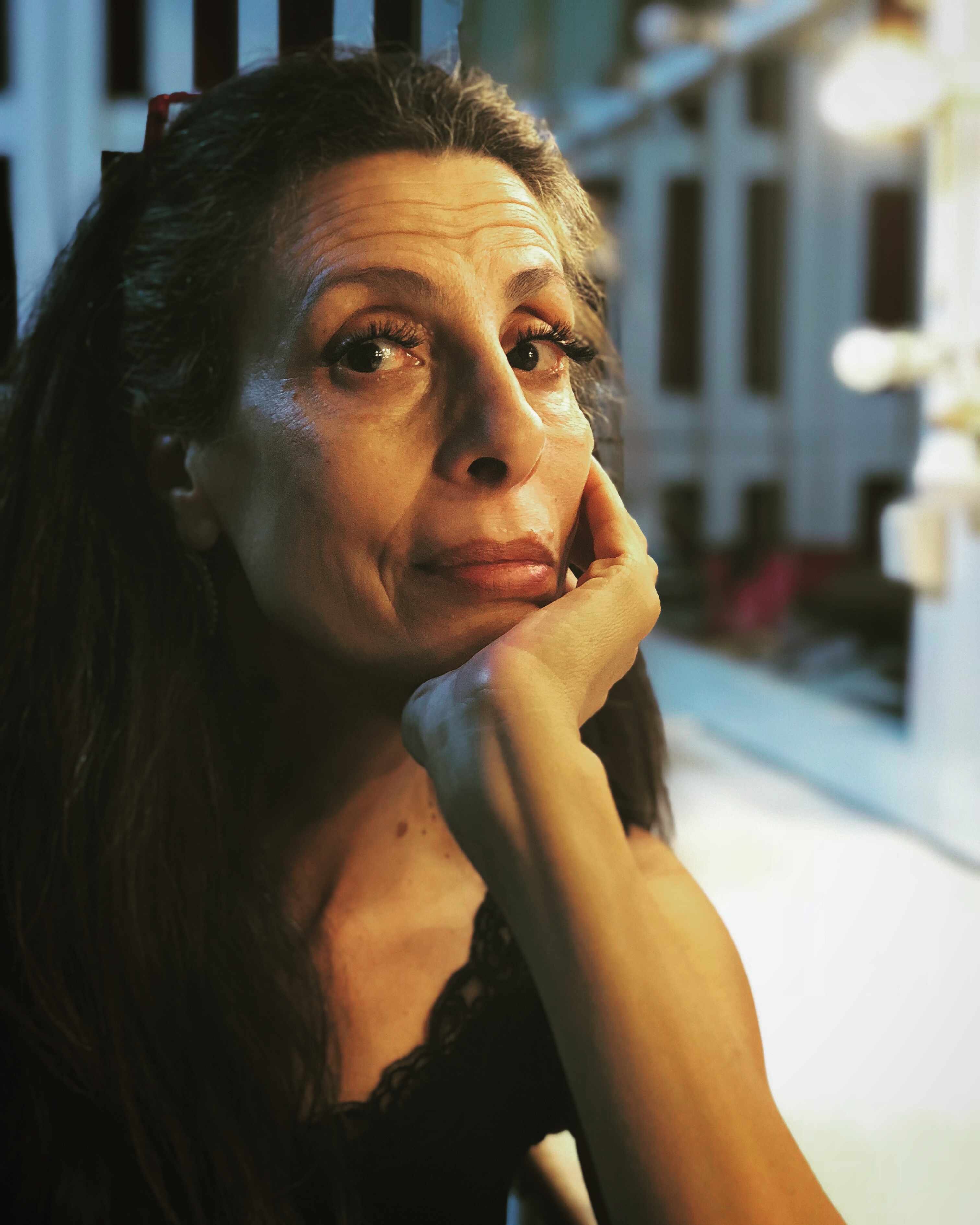
Leila Toubel nell'ottobre 2018.

Leila Toubel (in arabo ليلى طوبال‎?; Hammam Lif, ...) è un'attrice e drammaturga tunisina. È considerata una delle figure del teatro tunisino.

## Biografia
Scopre il teatro a tredici anni grazie alla scuola, una passione che non lascerà mai. Il suo incontro con Ezzedine Gannoun nel 1990, in occasione delle audizioni tenute al centro di formazione arabo-africana del Teatro El Hamra di Tunisi, segna l'inizio della sua carriera professionale. Gannoun dirige il teatro El Hamra.
Tra 2000 e il 2010, Leila Toubel fa una lunga pausa, doveva comprendere cosa avrebbe voluto veramente e cosa avrebbe voluto esprimere una volta ritornata sulla scena.
Dopo avere diretto il Festival Internazionale di Boukornine del 2011 e il 2012, si licenzia nel giugno 2013 per denunciare le pressioni sul Festival da parte della Lega della rivoluzione.
Dopo 25 anni nel teatro El Hamra, Leila Toubel lascia il suo incarico nel giugno 2014.
Nell'agosto 2017, Leila Toubel è membro della giuria del Festival internazionale del film amatoriale di Kélibia nella sezione «concorso internazionale».
Fa i suoi addii alla scena come attrice il 13 agosto 2022 dopo aver presentato Yakouta, il suo ultimo monodramma, al Festival internazionale di Cartagine. Tuttavia, assicura di continuare a scrivere e a supportare i giovani artisti attraverso il suo progetto Dream's Chebeb.

### Relazione con la scrittura
In occasione di un incontro alla Fiera internazionale del libro di Tunisi nel 2018, Leila Toubel si esprime in merito alla sua relazione con la scrittura, qualificandola così «un atto, una vibrazione, un parto dolce dove ogni parola nata da un momento di scatto... ». Ritenendo che l'atto di scrittura sia un momento di ispirazione spontanea che può sorgere in qualsiasi momento: "Voglio suscitare la riflessione, risvegliare le coscienze, voglio solo toccare l'intelligenza e la sensibilità. Non mi metto in una postura da conferenziera". 

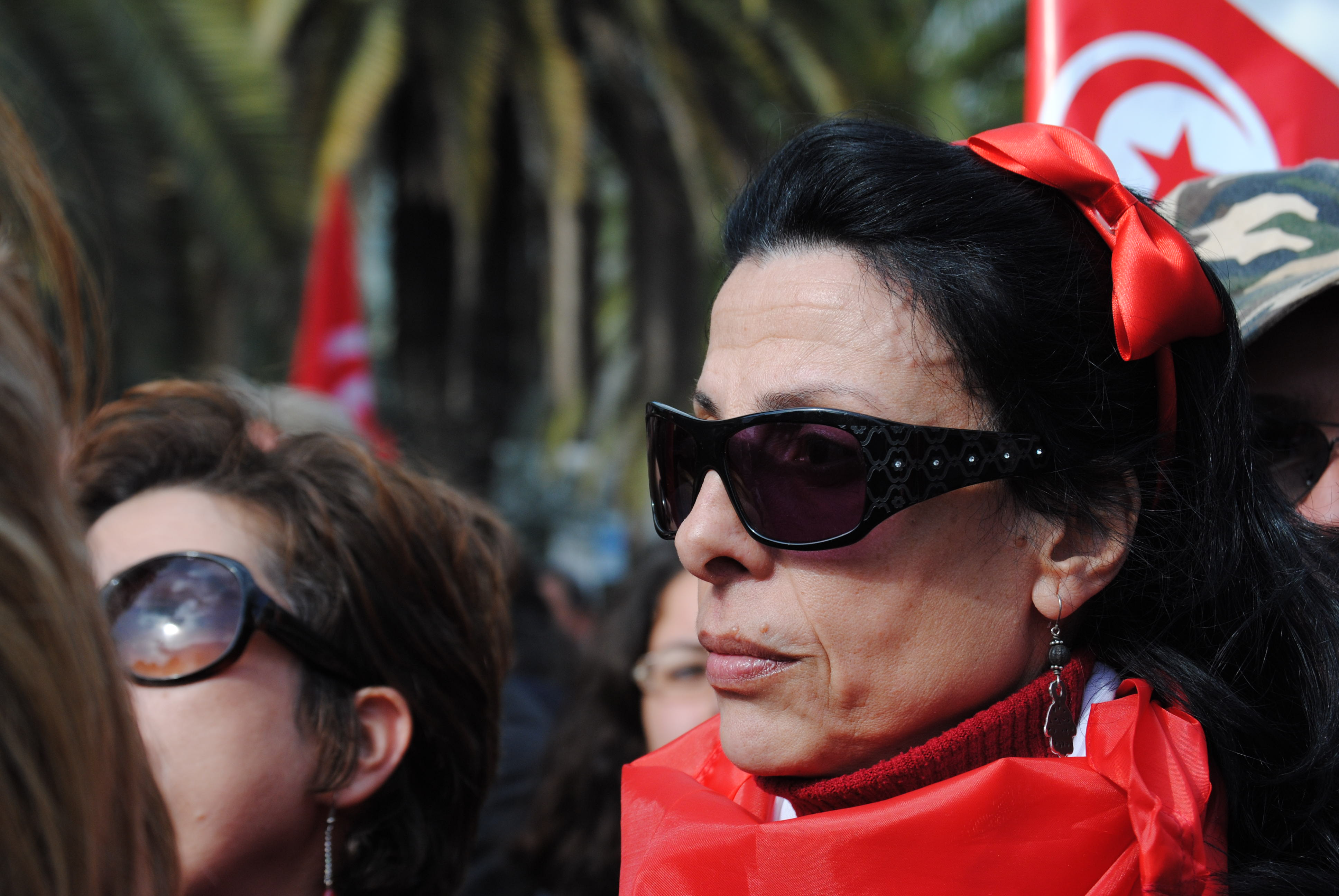
Leila Toubel in una manifestazione, il 28 gennaio 2012.

Leila Toubel dice anche che non sarebbe dissociare l'artista dalla cittadina.
Durante la pandemia del coronavirus, Leila Toubel parla della sua relazione con la creazione teatrale durante il confinamento. Considerando l'atto creativo come una chiusura in sé, essa considera piuttosto il confinamento come una fonte di riflessione sulla libertà e la chiusura di fronte al teatro. Indica anche riflettere sull'introduzione della morte, che ha distinto la maggior parte dei suoi testi (in particolare in The End), nel suo prossimo spettacolo.

### رهائن - Ostaggi
La prima è l'11 febbraio 2006. Leila Toubel scrive il testo mentre la regia è curata da Ezzedine Gannoun. La moneta raffigura l'universo di una presa d'ostaggio attraverso sei personaggi e le loro riflessioni sulla violenza, la paura e il corsa.

### آخر ساعة - The End
Il testo dell'opera, creata nel 2009, è di Leila Toubel e la regia di Ezzedine Gannoun. Opera decisamente rivolta alla morte, tutta la commedia racconta come Nejma, il personaggio principale, si prepara alla sua imminente morte. È con The End che Toubel firma il suo ritorno sul palco come attrice dopo dieci anni di assenza.

### غيلان - Monstranum's
Il 10 gennaio 2013, la commedia Monstranum’s viene creata al teatro El Hamra; Leila Toubel ne scrive il testo mentre Ezzedine Gannoun ne assicura la regia. Opera impegnata, si colloca in un contesto post-rivoluzionario: la commedia racconta la rivoluzione tunisina e gli anni che la seguono attraverso personaggi personificati in mostri la cui unica ossessione è non perdere i privilegi passati. Attorno a questi cinque personaggi (Ennems, Ellaba, Dilizar, Guitanou e Hloppa) dai tratti diversi (manipolatori, complottisti, trafficanti e opportunisti), la storia in filigrana alterna passato oscuro a futuro incerto. Nel suo testo, Toubel pone le questioni dell'attaccamento al potere e del perdono o dell'impiccagione per i membri decaduti del vecchio regime, quest'ultima problematica che non ottiene risposta nella stanza, Toubel lasciando allo spettatore la sua libera interpretazione. 
Il testo è giudicato «chiaro, incisivo e realistico» dalla critica.

### سُلْوَانْ - Solwen
Il 17 gennaio 2015, Leila Toubel dà la prima del suo monodramma Solwen prodotto dalla sua società di produzione, Resist'Art. Vi traccia le realtà politico-sociali della Tunisia post-rivoluzionaria e denuncia contemporaneamente le figure della troika, il maschilismo e l'oscurantismo.
Il 27 luglio 2015, nella cornice del Festival internazionale di Cartagine, interpreta nella basilica di Sant' Cyprien, il suo melodramma, Solwen. Con quest'opera tenta di descrivere la realtà politico-sociale della Tunisia post-rivoluzionaria, denunciando gli eccessi del potere governativo, il maschilismo e l'oscurantismo.

### حورية - Hourya
Il 25 febbraio 2017, Leila Toubel dà la prima di Hourya (produzione Resist'Art), uno spettacolo musico-teatrale con il pianista franco-tunisino Mehdi Trabelsi. La moneta tratta del terrorismo nel mondo e in Tunisia intorno a una storia d'amore impossibile. Il 15 maggio, Hourya è prodotto dall'Unesco a Parigi (prima volta che un'opera teatrale tunisina è data in questo luogo). Hourya è inoltre prodotto il 17 luglio presso il Museo Nazionale di Cartagine, nell'ambito del Festival Internazionale di Cartagine e il 13 agosto in occasione della festa della Donna sul palcoscenico del Festival Internazionale di Hammamet. Il 31 ottobre, la commedia si esibisce nella quinta sala della Place des Arts nell'ambito del Festival del mondo arabo di Montréal. Il 12 dicembre, lo spettacolo si svolge nello spazio El Teatro nell'ambito delle Giornate teatrali di Cartagine.

### ياقوتة - Yakouta
Dopo Solwen e Hourya, Leila Toubel continua nel genere del monodramma, ma questa volta per trattare la condizione delle donne attraverso la storia di una moglie sequestrata e violentata dal marito mentre desidera ritrovare la figlia che ha abbandonato. Inizialmente prevista per il Festival Internazionale di Cartagine ma respinta a causa della pandemia di Covid-19, la prima si è tenuta il 7 ottobre 2021 a El Teatro. Lo spettacolo è poi prodotto a Ginevra, Parigi, Bruxelles e Liegi. Yakouta è premiata da Masrah Ensemble tra 510 testi.

### Progetto Dream's Chebeb
Nel ottobre 2018, Leila Toubel lancia un progetto artistico di sostegno alla gioventù tunisina intitolato Dream's Chebeb, sostenuto dalla Fondazione Doen, dal Ministero tunisino della Cultura e dall'Agora di La Marsa. Questo progetto, avviato dalla società Resist'Art, ha l'obiettivo di supportare la creazione teatrale e i suoi mestieri artistici e tecnici nei 24 governatorati (un progetto per ogni governatorato) attraverso cinque discipline (teatro, danza, video, fotografia e musica). Dream's Chebeb ha come scopo fornire ai giovani risorse finanziarie per realizzare progetti artistici, creare una dinamica di creazione nelle regioni, nonché dare speranza e soddisfare il bisogno di realizzazione personale.
Il 18 dicembre 2019, Leila Toubel annuncia il lancio della seconda edizione di Dream's Chebeb. Quindici progetti, presentati da otto vincitrici e sette vincitori, vengono selezionati. Successivamente, Toubel riflette sulla posizione degli artisti: «Bisogna approfittare di questa crisi per porsi le giuste domande [...] abbiamo bisogno di sentire che siamo cittadini protetti e sostenuti dallo Stato affinché possiamo vivere e creare».

## Teatro

### Autrice
- 1998-1999: Je laisse une trace[8]
- 2006-2007: Otages (رهائن), messinscena di Ezzedine Gannoun
- 2009-2010: The End, messinscena di Ezzedine Gannoun
- 2012-2014: Monstranum's,[9] (غيلان), messinscena di Ezzedine Gannoun
- 2015-2016: Solwen (سُلْوَانْ)[10]
- 2016-2017: Hourya (حورية)
- 2021: Yakouta (ياقوتة)
- 2023 : Le Serment des Chemins (وعد الثنايا)
- 2025 : Ad Vitam (كيما اليوم)

### Regista
- 1994: Histoires de femmes
- 1999: Je laisse une trace
- 2015-2016: Solwen (سُلْوَانْ)
- 2016-2017: Hourya (حورية)
- 2021: Yakouta (ياقوتة)
- 2025 : Ad Vitam (كيما اليوم)

### Attrice
- 1991-1992: Gamra Tah, messinscena di Ezzedine Gannoun
- 1993-1994: L'Ascenseur, messinscena di Ezzedine Gannoun
- 1996-1997: Tyour Ellil, messinscena di Ezzedine Gannoun
- 1998-1999: Les Feuilles mortes, messinscena di Ezzedine Gannoun
- 2000: Khmissa
- 2000: Nwassi (نواصي), messinscena di Ezzedine Gannoun
- 2009: The End, messinscena di Ezzedine Gannoun
- 2015-2016: Solwen (سُلْوَانْ)
- 2016-2017: Hourya (حورية)
- 2021: Yakouta (ياقوتة)

## Premi e riconoscimenti
- 1999 : Premio miglior attrice al Festival internazionale del teatro sperimentale del Cairo[8]
- 2000 : Premio della critica come migliore attrice al Festival internazionale del teatro sperimentale del Cairo
- 2001 : Premio per la miglior interpretazione femminile al Festival Internazionale della cortometraggio di Tunisi
- 2010 : Scena d'oro per il migliore testo della notte del teatro Tunisino
- 2015 : Cavaliere dell'Ordine della Repubblica Tunisina[11]